# Nachal Merchavja
Nachal Merchavja (hebrejsky נחל מרחביה‎) je vádí v severním Izraeli, na pomezí Dolní Galileje a Charodského údolí.
Začíná v nadmořské výšce necelých 200 metrů na jihozápadním úpatí masivu Giv'at ha-More, poblíž obytných čtvrtí Afula ha-Ce'ira města Afula. Vádí směřuje k jihu mírně zvlněnou a zemědělsky využívanou krajinou. Ze západu míjí vesnici Sulam, poté z východu prochází okolo mošavu Merchavja, na jehož jižním okraji zleva ústí do vádí Nachal Charod v Charodském údolí.